# Pjotr Ufimcev
Pjotr Jakovlevič Ufimcev (rusky Пётр Я́ковлевич Уфи́мцев, * 1931 Altajský kraj) je ruský matematik a fyzik, považovaný za průkopníka v oboru radarem těžko zjistitelných letadel s technologií stealth. V šedesátých letech dvacátého století navrhl rovnice pro určení odrazu elektromagnetických vln od dvourozměrných tvarů. V sedmdesátých letech byla velká část jeho práce přeložena do angličtiny a inženýři americké firmy Lockheed na jejím základě vyvinuli koncept letadla s redukovanou radarovou signaturou, ze kterého vznikl letoun F-117.
V roce 1990 přijel na pozvání do Spojených států, kde se stal mimořádným profesorem na fakultě elektrotechniky Kalifornské univerzity v Los Angeles. Během svého působení byl osloven různými zbrojařskými koncerny z vojensko-průmyslového komplexu a začal spolupracovat s firmou Northrop Grumman.
V roce 2007 absolvoval sérií přednášek na moskevské Lomonosovově univerzitě pro studenty.